# 12 oz. Mouse
 (août 2021).
12 oz. Mouse est une série télévisée d'animation américaine créée par Matt Maiellaro, diffusée du 19 juin 2005 au 17 décembre 2006 sur Adult Swim. En France la saison 1 est disponible sur Molotov tv depuis le 9 juillet 2021 en VOSTFR et la saison 2, depuis 19 août 2021.

## Synopsis
Fitzgerald est une souris verte alcoolique amnésique. Ex espion avec son acolyte, Poêlon, et tente de retrouver la mémoire.

## Personnages
- Mouse Fitzgerald
- Poêlon (Skillet )
- Requin (Shark)
- Businessman Rectangulaire (Rectangular Businessman)
- Rhoda
- Œil (Eye)
- Policier Cacahuète (Peanut Policeman)
- Golden Joe
- Rooster (Roostre)

## Épisodes

### Première saison (2005)
1. Hired
2. Signals
3. Rooster
4. Spider
5. Rememorized
6. Sharktasm
7. Adventure Mouse

### Seconde saison (2006)
1. Bowtime
2. Surgery Circus
3. Booger Haze
4. Star Wars VII
5. Enjoy the Arm
6. Auraphull
7. Meat Warrior
8. Meaty Dreamy
9. Corndog Chronicles
10. Eighteen
11. Pre-Reckoning
12. Farewell
13. Prolegomenon

Un webisode est sorti le 16 mai 2007.